# 寒風古窯跡群

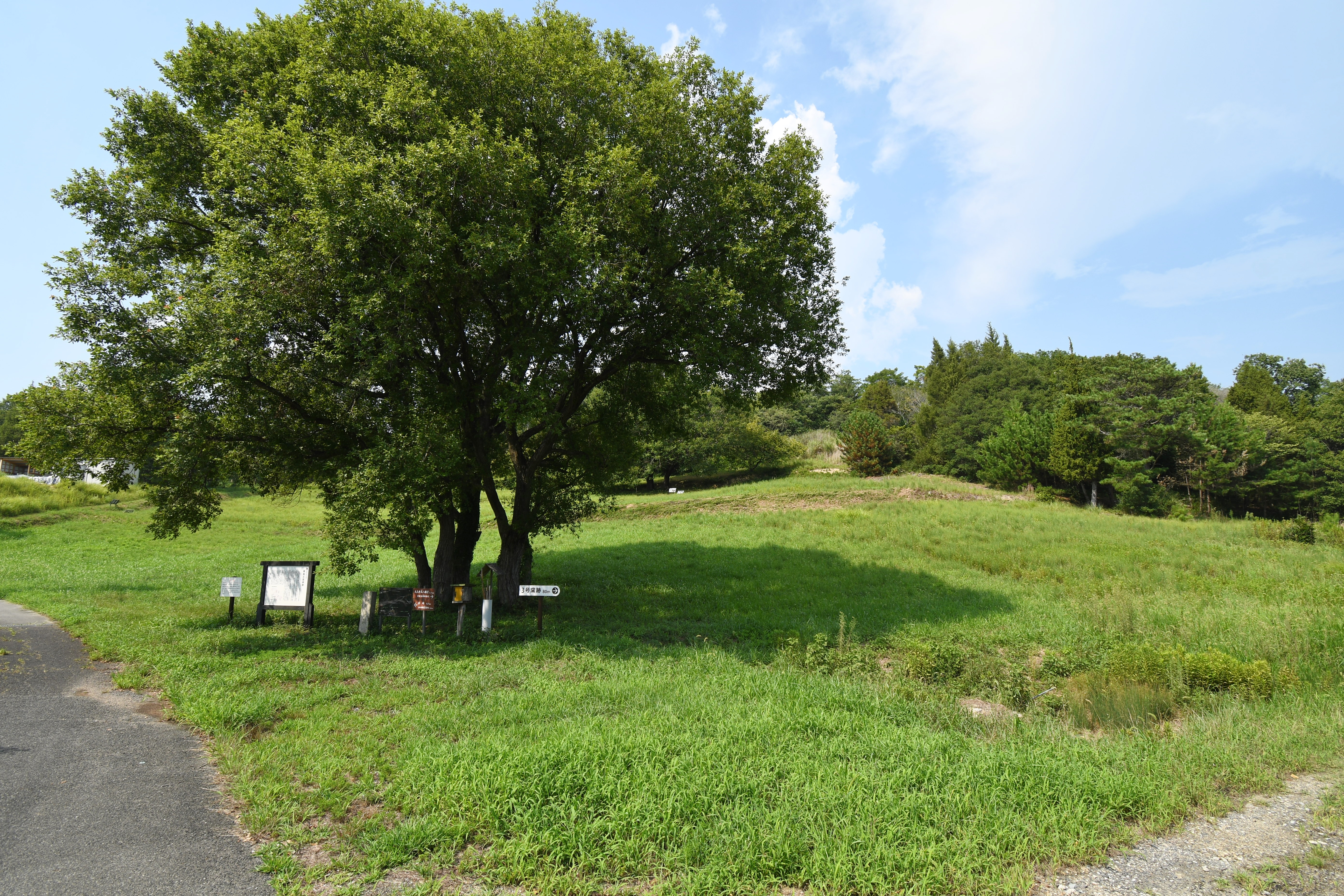
寒風古窯跡群 概観

寒風古窯跡群（さぶかぜこようせきぐん）は、岡山県瀬戸内市牛窓町長浜にある古代窯業遺跡。邑久古窯跡群を構成する窯跡群の1つ。国の史跡に指定されている。

## 概要
瀬戸内市内には古墳時代から平安時代にかけての須恵器窯跡が点在し、「邑久古窯跡群」と呼ばれており、中四国地方最大の須恵器生産地であった。この須恵器が現在の備前焼に発展したといわれている。
邑久古窯跡群の中で寒風古窯跡群は最南端に位置し最大級のものである。標高50～60mの丘陵の南西斜面に位置する。操業期間は7世紀の飛鳥時代を中心とした約100年間である。
昭和初頭、地元の郷土史研究家である時実黙水（ときざね もくすい）は遺跡周辺の須恵器を大量に採取、研究誌を発表しここに遺跡があることが認知されるようになった。昭和53年（1978年）遺跡の磁気探査とトレンチ調査が行われた。昭和61年（1986年）2月5日に国の史跡に指定された。遺跡の保存と公開のため瀬戸内市教育委員会により平成17年（2005年）から平成20年（2008年）にかけて発掘確認調査が行われている。
遺跡は1号窯・2号窯・3号窯から成る。1号窯には3基の窯跡が確認されており、現在は3号窯まで合計5基の窯跡が確認されている。
窯で焼かれていた須恵器は、主に蓋・坏（つき）・高坏・平瓶（ひらか）・皿・甕・鉢などであった。また、特殊なものとして、陶棺（陶製の棺桶）や寺院の屋根に飾られる鴟尾（しび）、官衙などで使用される硯などの陶器も製造されていた。これらは藤原京など奈良県内にある古代の都跡や近畿地方の遺跡などからも出土しており、官窯の役割も果たしていたようである。

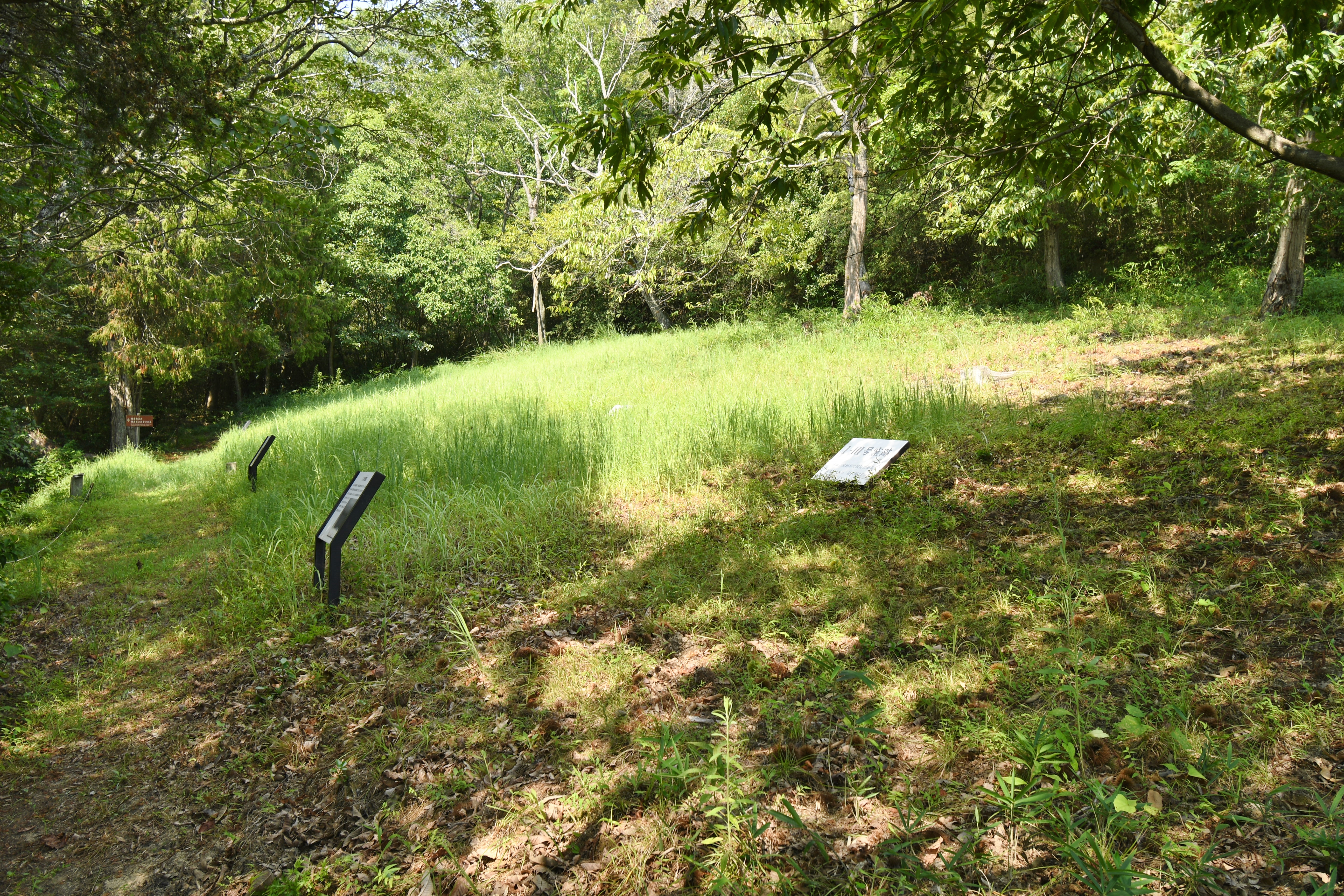
1-I・II・III号窯跡
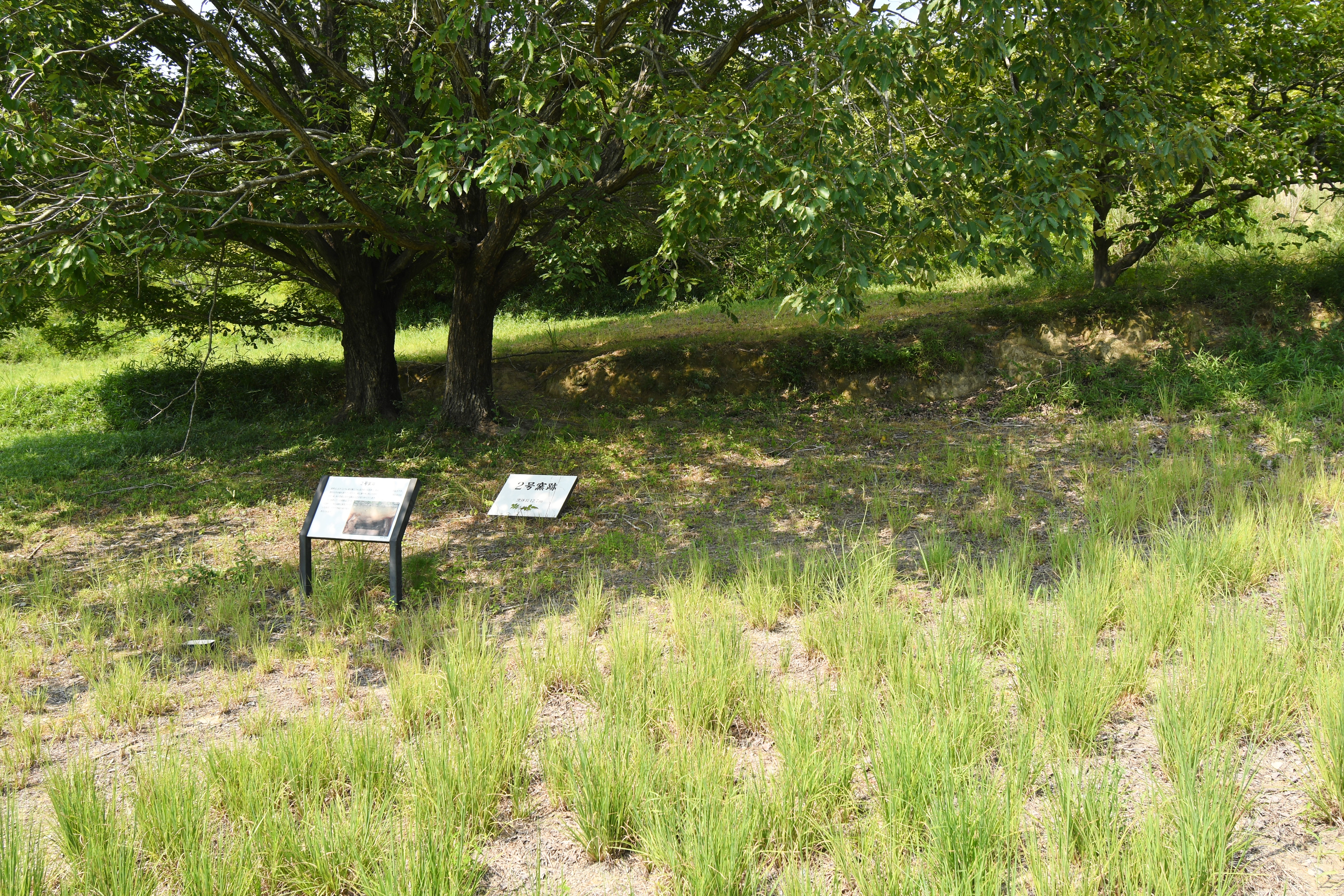
2号窯跡
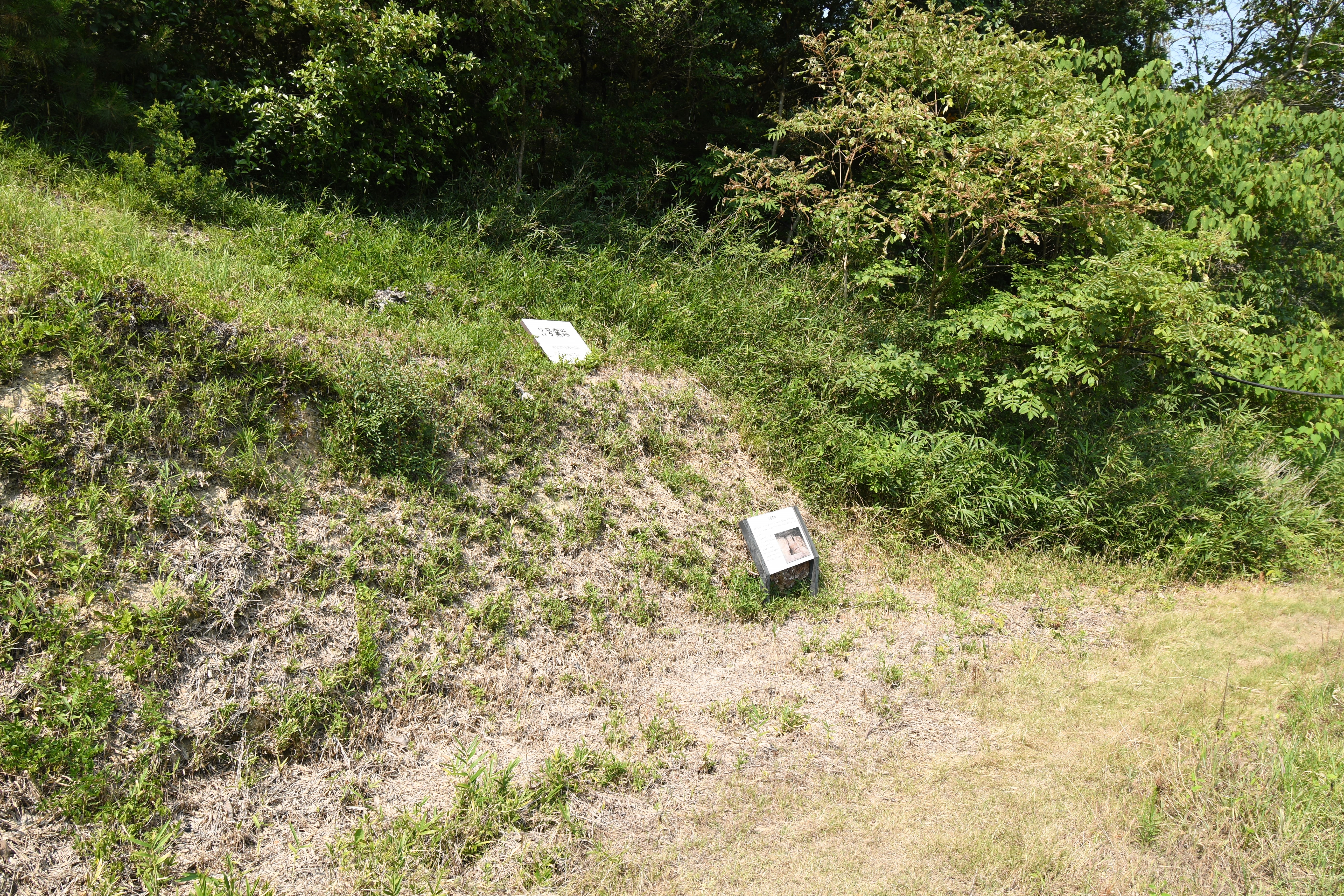
3号窯跡
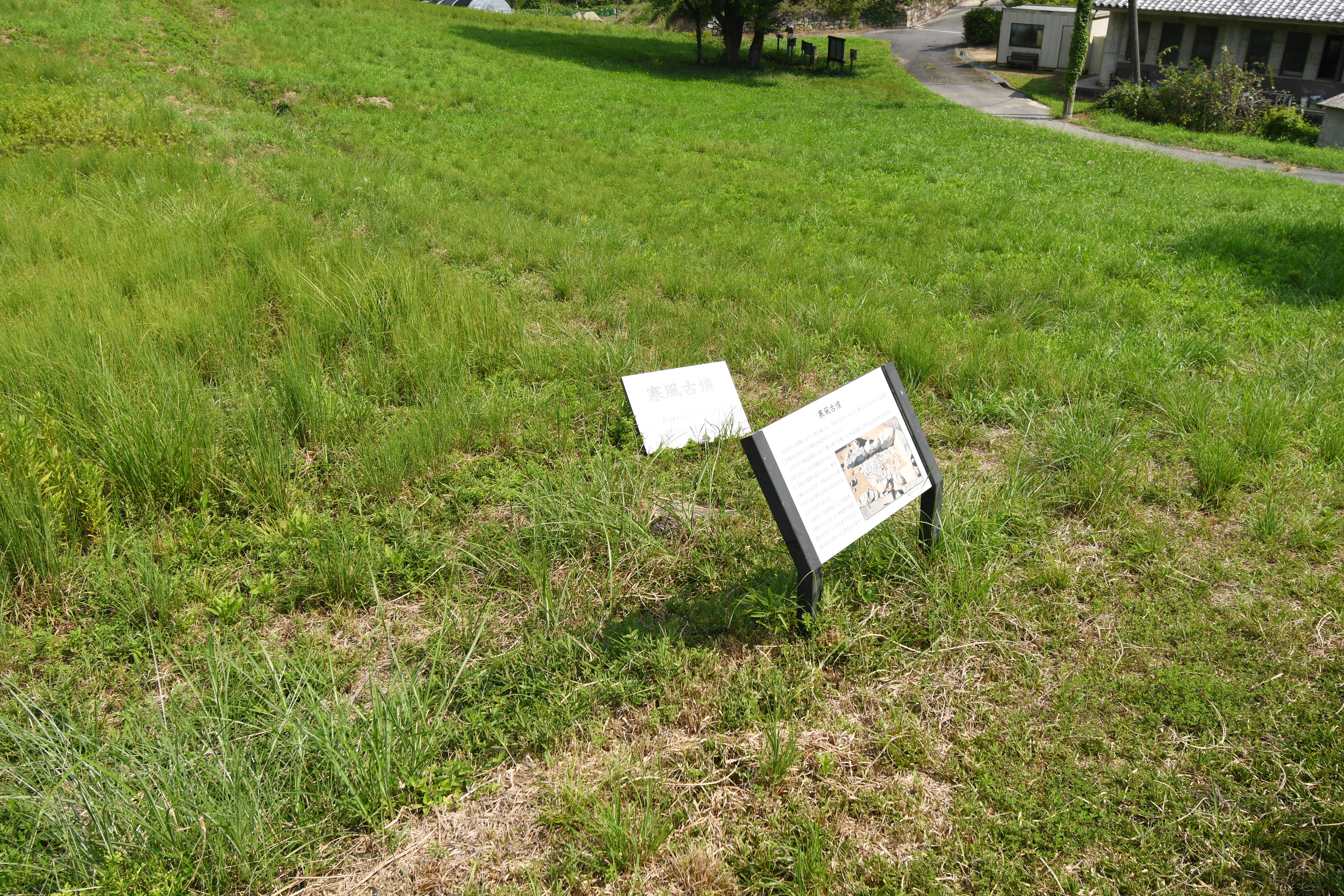
寒風古墳の標示
鴟尾片 寒風陶芸会館展示（他画像も同様）。
陶棺片
須恵器
須恵器
須恵器
須恵器

## 遺跡周辺

### 寒風陶芸会館

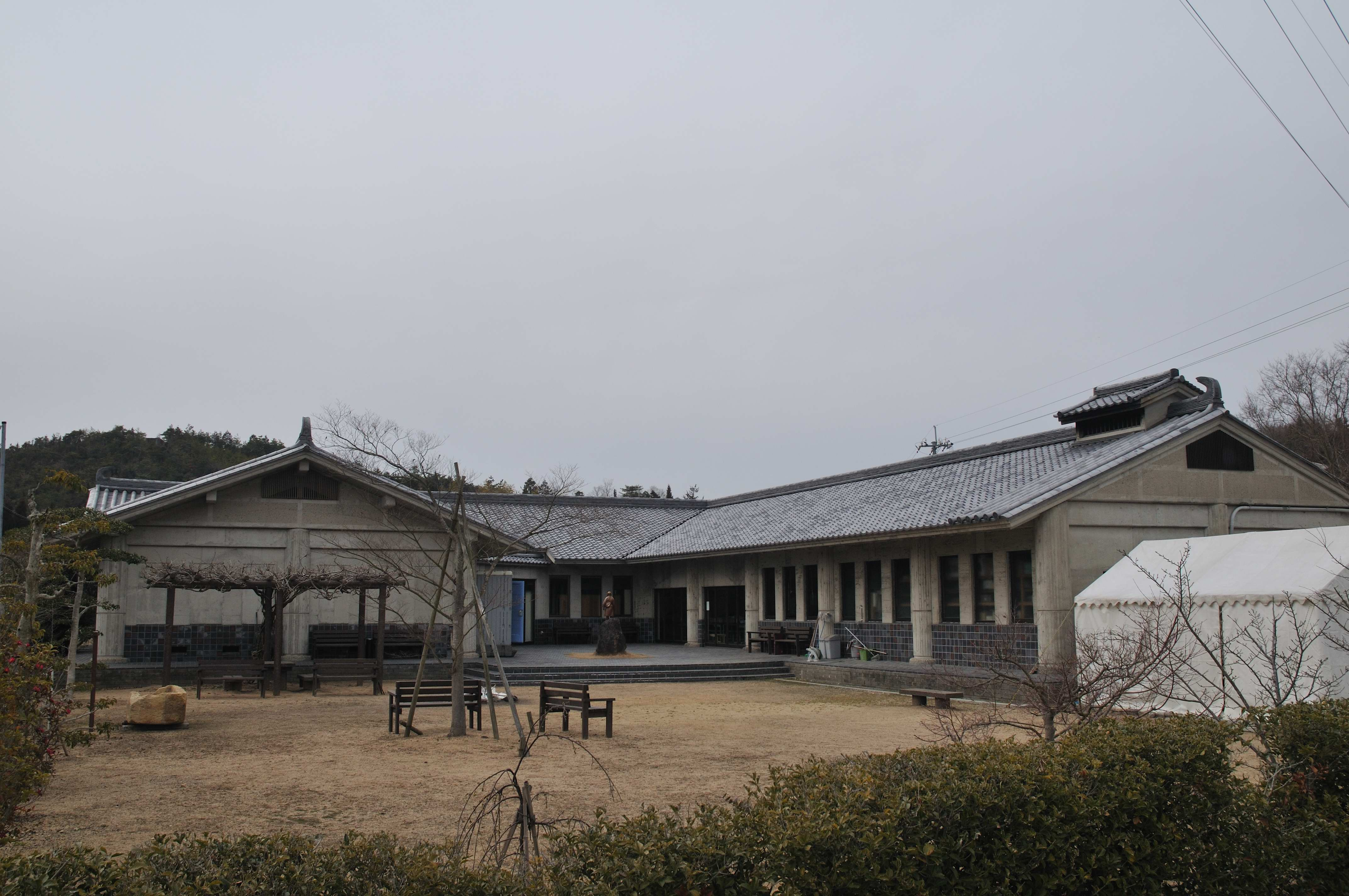
寒風陶芸会館

遺跡の南側にある公立の施設。時実黙水が採取した須恵器の一部や調査時の出土品を展示している。この地の陶芸家の作品を展示・販売している。窯を備えており土ひねりや絵付けなどの陶芸教室（有料）も実施している。入館料は無料。休館日は月曜日（月曜日が祝日の場合は翌日）。

### 寒風陶芸村
遺跡の周囲では15軒の陶芸家（1軒は休業中）が作陶を行っている。備前焼が中心であるが、数軒は釉薬を使用した陶器を製作している。

## 文化財

### 国の史跡
- 寒風古窯跡群 - 1986年（昭和61年）2月5日指定。